# Ann Nowé
Ann Nowé is een Belgisch computerwetenschapper verbonden als professor artificiële intelligentie aan de Vrije Universiteit Brussel.
Nowés onderzoek in artificiële intelligentie ging uit naar onder andere  reinforcement learning, multi-agent systems, artificial life, and microarray analysis techniques. Als professor aan de Vrije Universiteit Brussel, is ze zowel verbonden aan het departement Computerwetenschappen van de faculteit Wetenschappen alsook aan het departement Computerwetenschappen bij de faculteit Ingenieurswetenschappen. Nowé bekleedt de functie van hoofd van het AI-lab, waar ze Luc Steels opvolgde.
Nowé is kritisch ten opzichte van het anno 2024 ondoordacht gebruikt van AI in de bedrijfswereld.

## Opleiding en carrière
Nowé studeerde wiskunde en informatica aan de UGent, en behaalde haar masterdiploma in 1987. Nadat ze twee jaar gestudeerd had aan het Queen Mary and Westfield College in London, behaalde ze haar doctoraat in 1994 aan de Vrije Universiteit Brussel. Haar doctoraatsthesis, The synthesis of 'safe' fuzzy controllers based on reinforcement learning, had VUB-professor Viviane Jonckers als promotor. 
Na verder postdoctoraal onderzoek aan de Vrije Universiteit Brussel, werd ze docent in 1999, met een aanstelling verdeeld over de faculteit wetenschappen en de faculteit ingenieurswetenschappen. In 2004 werd ze hoofddocent om vervolgens in 2012 benoemd te worden to gewoon hoogleraar.
Anno 2023 wordt Nowé beschouwd als leading lady van de Belgische AI en is ze vooraanstaand op Europees niveau.

## Erkenning
- van 2018 tot 2021 verkreeg Nowé een  Francqui-Leerstoel[7]
- Nowé is een Fellow bij de European Association for Artificial Intelligence.[8]
- Nowé verkreeg in 2024 de University Development Cooperation Career Award voor naar uitzonderlijke bijdrage aan de internationale doelstellingen van de Vrije Universiteit Brussel[9]

## Publicaties (selectie)
- (en) Ann Nowé, Peter Vrancx, Yann-Michaël De Hauwere (2012). Game theory and multi-agent reinforcement learning (pdf). Reinforcement Learning: State-of-the-Art: 441-470 (Springer Berlin Heidelberg).
- (en) K Van Moffaert, A Nowé (2014). Multi-objective reinforcement learning using sets of pareto dominating policies (pdf). The Journal of Machine Learning Research 15 (1): 3483-3512.
- Universiteit van Vlaanderen - Kan een computer leren fietsen? (video). VRT (2018). Geraadpleegd op 14 januari 2025.
- Hoe kan AI de war on drugs winnen?. Universiteit van Vlaanderen (10 augustus 2023). Geraadpleegd op 19 januari 2025.

- DBLP: 95/232
- Library of Congress Control Number: ns2021002606
- Nationale Bibliotheek van Israël: 987012330150505171
- ORCID: 0000-0001-6346-4564
- Système universitaire de documentation: 254035795
- Virtual International Authority File: 64161816315527721590